# Estádio Eng.º Carlos Salema
O Estádio Eng.º Carlos Salema é a casa do Clube Oriental de Lisboa desde muito cedo na sua história. Situado em Marvila, Lisboa, surgiu em 1949, e ao longo dos anos foi sofrendo diversas remodelações até chegar à sua forma atual, com capacidade de 4 000 lugares.

## História
Referência geral: 
Situado em Marvila, Lisboa, mais concretamente na Azinhaga dos Alfinetes, o Estádio Engenheiro Carlos Salema remonta a 1949, quando no sítio do atual recinto nasceu o primeiro campo do Oriental, logo nomeado em homenagem ao Engenheiro Carlos Salema, diretor da "Fábrica dos Fósforos".
No ano seguinte, e devido às condições impostas para a participação na 1ª Divisão em termos de dimensões mínimas, houve a necessidade de introduzir alterações ao campo. Ficou-se a saber que as modificações eram necessárias no dia 27 de Novembro de 1950, a direção e associados aprovaram as mudanças a 8 de Dezembro e, no dia 17 desse mês, o campo Eng.º Carlos Salema foi usado para o jogo da 1ª Divisão contra a Académica.

### Estádio da Madre de Deus
Apesar do alargamento das dimensões do Carlos Salema, o emblema lisboeta tinha preparada a maquete para um novo estádio, o Estádio da Madre de Deus. Seria um campo relvado com capacidade para 33 mil pessoas, num projeto que incluía ainda infraestruturas para outras modalidades. A obra viria a ser consecutivamente adiada e o Campo Eng.º Carlos Salema precisava de muitas melhorias face ao crescimento do Oriental. O "sonho" de ter o Estádio da Madre de Deus acabou por nunca avançar, sendo mesmo abandonado depois dos investimentos consideráveis nas remodelações do primeiro e até agora único estádio dos orientalistas.

### Crescimento do clube e melhorias
Com o Oriental a crescer na década de 1950, o Campo Eng.º Carlos Salema precisou de diversas remodelações: o terreno de jogo foi rodado em 90º, e foi erguida uma bancada de última geração, na sequência da decisão tomada no Verão 1953, depois de consumado o regresso do Oriental à 1ª Divisão. As obras ficaram concluídas rapidamente, e menos de um ano volvido (Janeiro de 1954), o público do emblema de Marvila viu concretizado, em parte, o sonho de ter um estádio com infraestruturas ao nível das melhores de Portugal da altura - com uma pala a cobrir a bancada e camarotes.

### Acidente em 1977 e renovação
Em 1977, mais de 20 anos depois de construída e já após a última presença do Oriental na 1ª Divisão até agora, a bancada do Campo Eng.º Carlos Salema ruiu, no dia 22 de Fevereiro. A infraestrutura caiu inteiramente sem aviso prévio, "felizmente" um dia depois do recinto receber um jogo da Taça de Portugal. Suspeita-se de infiltrações de água ao longo dos anos devido a um poço de água soterrado na área, que fizeram um dos pilares de suporte ceder.
O Estádio da Madre de Deus era um projeto há muito esquecido, e nem mesmo o ruir da bancada do tradicional estádio do emblema grená ressuscitou a ideia. Depois deste acidente, o Campo Eng.º Carlos Salema foi reerguido das cinzas, mas só em Setembro de 1991 foi inaugurado na sua forma atual. Num jogo diante do FC Porto, o Oriental estreou um novo relvado e a nova disposição das bancadas que perdura até hoje e acomoda 4 000 espectadores.